# Nessuno mi pettina bene come il vento
Nessuno mi pettina bene come il vento è un film del 2014 diretto da Peter Del Monte. 
Si tratta dell'ultima regia di Peter Del Monte.

## Trama
Arianna è una scrittrice solitaria che si trova per alcuni giorni a prendersi cura della figlia undicenne di una giornalista. La bambina instaura un rapporto di amore-odio sia con la donna che con la banda di ragazzini che vive nel luogo.

## Produzione
Il film è ambientato a Santa Marinella, sul litorale laziale. 
Nel cast anche Jacopo Olmo Antinori e Paolo Graziosi.

## Distribuzione
È uscito nelle sale italiane il 10 aprile 2014.